# Le Pendu (film, 1906)
Pour les articles homonymes, voir Pendu.

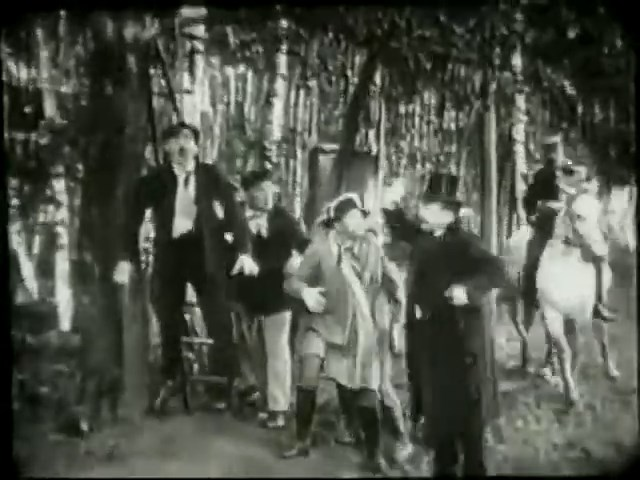
Extrait du film Le Pendu (1906)

Le Pendu est un court-métrage muet français réalisé par Louis Gasnier, sorti en 1906.

## Synopsis
Max Linder offre des fleurs à son amante mais il est repoussé par les parents de celle-ci. Désespéré, il va se pendre à un arbre de la forêt de Saint Germain. Un enfant découvre la scène et appelle un gendarme. Ce dernier voit le pendu agité de spasmes mais ne cherche pas à l'aider en coupant la corde : il court chercher un brigadier en ville. Celui-ci et le capitaine, à cheval, se rendent avec les autres auprès du pendu et le regarde agoniser. Ils repartent informer le maire de l'existence du pendu. Le maire prend le temps de ceindre son écharpe avant d'arriver sur les lieux accompagné de la petite bande, de tous les curieux du village, et de l'amante et ses deux parents. La corde est coupée par le gendarme puis le corps est descendu à terre. La petite amie du pendu pleure Max alors que la corde du pendu coupée en morceaux, censée porter bonheur, est distribuée entre plusieurs personnes. Un cycliste survient. Il utilise une pompe à air sur Max, ce qui le faire revivre. Max réalise la présence de son amante : les deux s'embrassent follement. Le film se termine par un gros plan sur un morceau de corde lié à un médaillon avec gravé sur lui un trèfle à quatre feuilles, porte-bonheur et signe de chance.

## Fiche technique
Source : IMDb
- Réalisation : Louis Gasnier
- Scénario : Z. Rollini et Louis Gasnier, d'après Mac-Nab (histoire illustrée)
- Société de production : Pathé Frères
- Société de distribution : Pathé Frères
- Métrage : 155 mètres
- Durée : 5 minutes
- Genre : Comédie
- Dates de sortie : 
  - France : 14 décembre 1906
  - États-Unis : 19 janvier 1907

## Distribution
- Max Linder : l'amoureux qui se pend